# Hürriyet
A Hürriyet (törökül: szabadság) egy török napilap, melynek első számát 1948. május 1-jén adták ki. A lap a Doğan Csoport Doğan Yayın Holding elnevezésű cégének tulajdona. Naponta körülbelül kétmillióan olvassák, az olvasók 60%-a rendszeresen veszi a lapot, 65%-uk felsőfokú végzettséggel rendelkezik. Törökország és a világ számos városában több mint 52 irodája van és több mint 600 riportert foglalkoztat. A nyomtatást a Doğan Printing Centers végzi Törökországban és Frankfurtban. A Hürriyet 2007 áprilisa óta 67,3%-os tulajdonosa a Trader Media East-nek, ezzel kilenc országban (például Magyarországon és Oroszországban) is jelen van. Naponta 572 000 példányban jelenik meg. A reklámstatisztikák szerint 2007-ben a török reklámpiac 12,2%-át, az újságok reklámpiacának 39%-át adta a Hürriyet. 2007-ben a napilap bevétele elérte a 94 millió lírát.
A Hürriyet köztudomásúan nacionalista elveket vall, a mottója Türkiye Türklerindir, azaz „Törökország a törököké”, a logó és a mottó mellett Mustafa Kemal Atatürk képe szerepel a címoldalon. Kiadója többször került konfliktusba az AKP kormányával.